# Mangifera blommesteinii
Mangifera blommesteinii är en sumakväxtart som beskrevs av A.J.G.H. Kostermans. Mangifera blommesteinii ingår i släktet Mangifera och familjen sumakväxter. Inga underarter finns listade i Catalogue of Life.